# Serviteur du peuple (série télévisée)
Pour les articles homonymes, voir Serviteur du peuple.

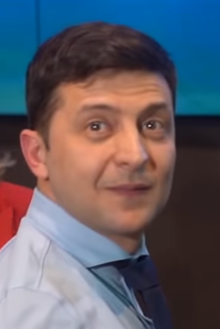
Le comédien Volodymyr Zelensky en 2019.

Serviteur du peuple (en ukrainien : Слуга народу, Slouha narodou ; en russe : Слуга народа, Slouga naroda) est une série télévisée ukrainienne, de genre comique et politique, produite par Studio Kvartal-95. Comportant trois saisons, elle est diffusée entre 2015 et 2019 sur la chaîne de télévision ukrainienne 1+1.
La série raconte l'élection d'un professeur d'histoire devenu président de l'Ukraine. Le rôle principal du professeur, Vassili Goloborodko, est joué par Volodymyr Zelensky.
En 2018, devenu très populaire grâce à cette série, Zelensky fait son entrée dans la véritable scène politique ukrainienne avec le parti Serviteur du peuple. L’année suivante, bénéficiant du succès de la série et de son discours anti-élites, il remporte l’élection présidentielle face au chef de l’État sortant, Petro Porochenko.

## Historique
Le travail sur la réalisation de la première saison de la série a débuté au printemps 2015 et s'est terminé à l'automne.
Elle a été filmée à Kiev dans des lieux divers, allant de cours d'immeubles jusqu'à des centres commerciaux en passant par la résidence privée de l'ancien président ukrainien Viktor Ianoukovytch, Mejyhiria, et par le Centre d'exposition national de l'Ukraine. Parfois, le lieu du tournage changeait trois ou quatre fois sur une journée.
Au printemps 2016, le réalisateur de la série, Olexiï Kiriouchenko (uk), annonce le tournage du film Serviteur du peuple 2 sur la base du scénario de la deuxième saison de Serviteur du peuple. À partir de l'été 2016, le tournage a lieu dans plusieurs villes d'Ukraine,. Dès la fin du long-métrage, il est convenu de créer 24 épisodes.

## Synopsis

### Première saison
Vassili Petrovitch Goloborodko, professeur d'histoire, est filmé à son insu par un de ses élèves : on le voit jurer et critiquer les autorités et la corruption. La vidéo passe sur YouTube et recueille un record d'audience. L'enseignant reçoit alors de l'argent par l'intermédiaire d'un financement participatif de ses étudiants et s'inscrit comme candidat à l'élection présidentielle ukrainienne. Son discours antisystème ayant conquis les électeurs, il est élu président. Issu de la société civile, il rompt avec le faste présidentiel et entreprend un grand ménage dans la classe politique en place. Mais son parcours est semé d'embûches. Il devra s'aider de ses amis pour essayer de vaincre un groupe d'oligarques corrompus prêts à tout pour s'enrichir et devenir plus puissants. De dangereux pièges lui seront tendus, saura-t-il tous les éviter ? Saura-t-il faire changer les choses ? Qu'à cela ne tienne, Vassili est parti pour un long chemin aussi humoristique qu'intéressant et aussi émouvant qu'excitant, qui lui permettra de combattre les vices de la population ukrainienne et de défendre ses valeurs.

### Deuxième saison
La deuxième saison est une version longue du film de fiction long métrage. Le président Goloborodko démissionne de son poste après l'échec des réformes menées à la demande du FMI. Cette deuxième saison est consacrée aux tentatives de rendre l'amour de son pays au peuple par un programme électoral spectaculaire.

### Troisième saison
La troisième saison de la série commence en 2049 à l'université de Kiev. Les étudiants ne comprennent pas pourquoi on leur impose d'étudier l'histoire de l'Ukraine de 2019 à 2023. Après la victoire de Sourikov à l'élection présidentielle, Goloborodko est arrêté et envoyé en prison. Son équipe tente d'obtenir son amnistie et de rétablir l'intégrité territoriale de l'Ukraine. Le pays va mal après les mandats présidentiels des usurpateurs, soit un homme d'affaires et une femme populiste, respectivement des décalques assumés de Petro Porochenko et Ioulia Tymochenko,.

## Distribution
- Volodymyr Zelensky : Vassili Petrovitch Goloborodko, professeur d'histoire puis Président de l'Ukraine
- Stanislav Boklan : Iouri Ivanovitch Tchouïko, Premier Ministre
- Yevhen Kochovy : Sergueï Viktorovitch Moukhine, acteur puis Ministre des Affaires étrangères
- Olena Kravets : Olga Iourievna Michtchenko, ex-femme de Vassili et directrice de la Banque Centrale
- Ioury Krapov (uk) : Mikhaïl Ivanovitch Sanine, Ministre des Finances
- Mikhaïl Fatalov (uk) : Mika Tasounian « l'Arménien », chef des services secrets
- Alexandre Pikalov (ru) : Ivan Andreïevitch Skorik, Ministre de la Défense
- Vitalina Bibliv : Mila sa femme.
- Victor Saraïkine (ru) : Piotr Vassilievitch Goloborodko, père de Vassili
- Natalya Soumska : Maria Stefanovna Goloborodko, mère de Vassili
- Katerina Kisten (uk) : Svetlana Petrovna Sakhno, sœur de Vassili
- Valentyna Ishchenko : Bella Rudolfivna, secrétaire de Vassili
- Olha Joukovtsova-Kyiachko (uk) : Oksana Skovoroda, secrétaire de Moukhine
- Anna Kochmal (ru) : Natacha Sakhno, nièce de Vassili
- Halyna Bezrouk (uk) (saison 1), Anastasia Tchepeliouk (saison 2) : Anna Mikhaïlovna, assistante du président, qui devient son amante et qui se révèle être à la solde des oligarques ennemis du président
- George Povolotsky : Tolik, garde du corps de Vassili
- Tetyana Petchonkina : Nina Tretyak, ancienne professeure de Vassili

## Succès et candidature présidentielle de Zelensky
La comédie politique Serviteur du peuple est la série télévisée qui a eu le plus de succès à la télévision ukrainienne. Elle est en tête d'audience à la télévision pour tous les publics. Plus de 20 millions de téléspectateurs l'ont regardée.
Les trois épisodes de la troisième saison de la série sont diffusés juste avant le premier tour de l'élection présidentielle de 2019, où se présente Volodymyr Zelensky. Le directeur du Centre pour la démocratie et l'État de droit, l'avocat Taras Chevtchenko, explique pourquoi et dans quelle mesure la série sert la campagne de Zelensky.
Le Comité des électeurs d’Ukraine demande à l’acteur de payer pour la diffusion de la saison trois à titre de publicité électorale. Sur cette base, Zelensky est accusé de violation de la loi électorale.

## Diffusion internationale
Entre 2015 et 2019, la série est diffusée sur la chaîne de télévision ukrainienne 1+1.
En Russie, la chaîne TNT ne diffuse que les trois premiers épisodes de la série en décembre 2019, avant de la retirer complètement.
La série est diffusée sur Netflix dans certains pays (Canada, États-Unis, Suisse, Belgique, France).
En France, la première saison est visible sur arte.tv du 18 novembre 2021 au 31 décembre 2022,. Le nombre de visionnage sur Arte augmenta fortement avec l'invasion russe en Ukraine à partir de février 2022. Les deuxième et troisième saisons furent visibles du 27 mai 2022 au 31 décembre 2022, toujours sur arte.tv.
En Suisse, la première saison est disponible du 23 mars au 20 septembre 2022 sur la plateforme PlayRTS.
En Belgique, la première saison est disponible depuis mars 2022 sur RTL play.